# Jean-François Bauret
Jean-François Bauret est un photographe portraitiste français né à Paris le 8 septembre 1932 et mort dans cette même ville le 2 janvier 2014,,.

## Biographie

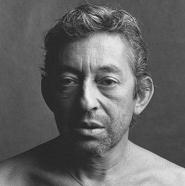
Portrait de Serge Gainsbourg

Inspiré par Man Ray, il débute dans les années 1950 puis fonde son propre studio au début des années 1960.
En 1967, à la demande de Ph. Morlighem[Qui ?], directeur artistique à Publicis, il réalise une publicité pour la marque Sélimaille d'un homme nu de profil ; celle-ci fait scandale.
En 1975, il publie un livre composé de corps d'hommes nus.
En 1996, il crée avec Didier de Faÿs et Yan Morvan le magazine Photographie.com, puis deux ans plus tard, la Bourse du talent.
 (mars 2017).

## Monographies
- 1971 - Catalogue exposition A.R.C.- Paris
- 1975 - Portraits d'hommes nus connus et inconnus, Ed. Balland - Paris
- 1980 - Catalogue du Château d'eau, Texte de Jean Dieuzaide - Toulouse
- 1984 - Portraits nus - Texte de Gabriel Bauret, Ed. Contre Jour - Paris
- 1984 - Coffret FNAC - Paris
- 1990 - Passeport Paris Audiovisuel
- 1992 - Portraits d'habitants de la ville de Muret - Ed. Belle Page - Toulouse
- 2000 - Jumeaux et jumelles - Alternatives

## Éditions numérotées
- 1958 - Serge Charchoune
- 1959
  - Geneviève Asse, André Lanskoy, Vieira da Silva, Pierre Pallut, Arpad Senez,
  - Pierre Boulez, Jacques Villon, Paul Berçot, Étienne Hajdu, John Godenne
  - Marthe Hirt, Bram Van Velde, Giorgio Morandi, Pierre Lecuire

## Portfolios et livres collectifs
- 1969 - Juillet- Foto Magazin München
- 1970 - Mai - Evergreen
- 1970 - Juin - Zoom, no 3
- 1970 - Juillet - Foto Magazin München
- 1970 - Août - ÒPÓ Suisse
- 1970 - Sept. - Camera
- 1970 - Oct. - Photography Italiana
- 1971 - Mars - Zoom, no 6
- 1971 - Oct. - Photographie Nouvelle
- 1971 - Nov. - Zoom, no 9
- 1972 - Mai - Photo Cinéma
- 1973 - Juin - Photo Cinéma
- 1974 - Avril - Visuel
- 1974 - Mai - Zoom, no 24
- 1974 - Digraph 1975 - Fév. -Photo
- 1975 - Avril - Le Photographe
- 1975 - Juin - Contre Jour, no 1
- 1977 - Die Geschichte der Fotografie im 20 Jahr Hundert Peter Tausk Éditions Dumont - Allemagne
- 1978 - Sept. - Camera (Autoportrait)
- 1978 - La Photographie française de Claude Nori, Ed. Contre Jour
- 1978 - Nov. - Photo Ciné Revue
- 1979 - Catalogue Polaroïd 5x20x25
- 1980 - Mars - Zoom, no 69 1980 - Mars - Le Photographe
- 1981 - Das Imaginare Photo-Museum de R. & F. GrŸber - Dumont Foto 3 - Allemagne
- 1981 - Pentax Photography, no 8 - Belgique
- 1981 - Histoire mondiale de la photographie en couleurs de Roger Bellone - Hachette
- 1983 - Fév. ˆ Mai- Photo Cinéma Magazine - Jean François Leroy
- 1983 - Il corpo Rivelato - Galeria Lotti Bologne - Italie
- 1984 - Fnac Galeries no 11- Gabriel Bauret
- 1984 - La Photographie Créative Jean-Claude Lemagny, Ed. Contre Jour
- 1984 - Juillet - Planche Contact, no 2
- 1984 - Sept. - Visuel 1984 - Nov. - Camera International
- 1985 - Das Aktfoto - München und Luzern - Allemagne
- 1986 - Le Nu - Photo Poche
- 1986 - Snoecks - Belgique
- 1987 - The Naked & the Nude - London
- 1987 - Avril - Photographie
- 1987 - Il nudo maschile nella fotograpfia del XIX e de xx sec, Ed. Essegi - Italie
- 1988 - Blumen - Éditions Photoblþtter Umschau
- 1988 - ÒNudeÓ Goro Press - Japon
- 1988 - Behold the man nude in photography, Ed. Stills - Edimbourg
- 1989 - Vis à vis no 5
- 1989 - 20 ans de photographie créative en France - Contre Jour
- 1989 - 3 jours en France
- 1990 - Plaisirs du Photographe - Adrien Maeght
- 1990 - Oct.- Photographies Magazine
- 1990 - Fraternité - Frères des Hommes - Albin Michel
- 1990 - Fully Exposed - Emmanuel Cooper - Unwyn Hyman Limited - London
- 1990 - France Photographie, no 119
- 1990 - Obscène ? Pamphlet sur 2 enfants nus - CA U.S.A
- 1992 - Juillet - Photographies magazine
- 1992 - La Raccolta Fotografica Franco Fontana - Grafis Edizioni
- 1992 - Septembre - Photographies Magazine
- 1992 - Foto Ventas
- 1992 - Décembre - Réponses Photo
- 1993 - Mai - À la recherche du père - Paris Audiovisuel
- 1994 - Portraits de mots - Pierre Bordas & Fils - Paris
- 1995 - Album - L'École des Loisirs
- 1995 - Objet Perdu - Grama Parc
- 1997 - Chasseur d'Images
- 2000 - Photojournalisme - Yan Morvan - Cfpj
- 2000 - Histoires d'œufs - Michèle Auer - Ides et calendes
- 2002 - La Photographie entre histoire et poésie - Fnac
- 2002 - Jumeaux - collection Mutations - Autrement
- 2005 - Est-ce ainsi que les hommes vivent, Ed. Marval.
- 2006 - La Photographie publicitaire en France - Arts décoratifs

## Ateliers
- 1977-1978-1980-1982-1985-1987-1989 - Rencontres d'Arles
- 1981-1982-1983 - Arles A.N.P.P.M.
- 1982-83 - Lycée Henri-IV - Paris
- 1982 - Pruniers
- 1982 - Limoges
- 1983 - Atelier 29 - Mont-de-Marsan
- 1983 - Festival de la Photo - Avoriaz
- 1985 - Animation Nikon ˆ Saint-Sulpice - Paris
- 1986 - Perpignan
- 1986 - Nevers
- 1986 - Université de Santander - Espagne
- 1986 - Palerme
- 1989 - Boca-Raton - Miami
- 1990 - Boca-Raton - Miami
- 1990 - Biscarosse
- 1990 - Chateauroux
- 1990 - Multiblitz - Pantin
- 1991 - Galerie 3.14 Laon
- 1992 - 1re Croisière de la Photographie
- 1992 - Périgueux
- 1992 - J.I.P. Arles
- 1992 - Chambre Syndicale de la Photographie - Paris
- 1993 - 2e Croisière de la Photographie
- 1993 - J.I.P. Arles
- 1993 - Phox - Hasselblad
- 1994 - Rencontres Cévenoles de la Photo - Bessèges
- 1994 - Thy-le-Château (Walcourt) Belgique
- 1994 - GNPP et Phox
- 1994 - Festival de la Photo - Rambouillet
- 1995 - 3e Croisière de la Photographie
- 1995 - GNPP -Ardèche
- 1999 - Voiron
- 2000 - Sassenage
- 2000 - 2002 - CFPJ - Communiquer par l'image - Paris
- 2000 - 2001 - 2002 - Afmp - Beauvais - Nantes - Colmar - Le Mans - Bordeaux - Orléans
- 2001- Rencontres Cévenoles de la Photo - Bessèges
- 2001 - Portraits - Villeneuve-sur-Lot
- 2002 - Cahors
- 2002 - La Rochelle
- 2004 - 2006 - Rencontres Internationales de la photo de Nu - Arles
- 2005 - Rencontres Cévenoles de la Photo - Bessèges
- 2011 - 2013 - lesphotographes.org - Paris

## Enseignement
- Cepp - Yverdon les Bains - Suisse
- Etpa. - Toulouse - Rennes
- Université de Saint Denis - Paris VIII
- Icart - Paris
- Speos - Paris
- Image Ouverte - Nimes
- Cfj - Paris
- Afmp - Paris

## Conférences et projections
- 1970 - Europhot - Nice
- 1981 - Montpellier
- 1982 - GNPP - Perpignan
- 1990 - Portrait & Autoportrait - Jardins Kahn
- 1992 - Foto Ventas - Madrid
- 1993 - GNPP - Beaune
- 2006 - Off-Top - Le Divan - Paris
- 2006 - M.E.P. - Gens d'images

## Collections
Bibliothèque nationale, Musée d'Art Moderne, Galerie du Château d'Eau, Musée de Toulon, Franco Fontana, Paris Audiovisuel, Fondation Van Gogh, Maison européenne de la photographie, Fnac, Ville de Jarny, Centre Georges Pompidou…

## Divers
- 1983 - Une minute pour une image - Agnès Varda
- 1985 - Chevalier des Arts et Lettres